# Wanted, a Sister
Wanted, a Sister è un cortometraggio muto del 1912 diretto e interpretato da James Young.

## Produzione
Il film fu prodotto dalla Vitagraph Company of America.

## Distribuzione
Distribuito dalla General Film Company, il film - un cortometraggio in una bobina - uscì nelle sale cinematografiche statunitensi il 22 luglio 1912.